# التسلسل الزمني الحرفي للكتاب المقدس
التسلسل الزمني الحرفي للكتاب المقدس محاولة لربط التواريخ التاريخية المستخدمة في الإنجيل بالتسلسل الزمني لأحداث واقعية، ويبدأ ذلك عادة بالخلق في سفر التكوين 1:1. تتضمن بعض الحسابات المعروفة حساب رئيس الأساقفة جيمس أشر، الذي حدده في 4004 ق.م، وإسحاق نيوتن في 4000 ق.م (كلاهما خارج الكتاب المقدس العبري الماسورتي)، ومارتن لوثر في 3961 ق.م، والتقويم العبري التقليدي في 3760 ق.م، وأخيرًا التواريخ المبنية على الترجمة السبعينية في 4650 ق.م تقريبًا. تتعارض التواريخ بين الترجمة السبعينية والمخطوطات الماسورتية بمقدار 650 سنة بين سلالة أرفخشذ إلى ناحور في سفر التكوين11:12-24. النص الماسورتي الذي تنقصه السنوات الستمئة وخمسين من الترجمة السبعينية هو الذي تستخدمه معظم الكتب المقدسة المعاصرة. لا يوجد إجماع على أي الصحيح منها، لكن من دون السنوات الستمئة وخمسين الإضافية في الترجمة السبعينية، وفقًا لعلماء المصريات، فإن أهرامات الجيزة العظمة تسبق تاريخ الطوفان (ومع ذلك لا تظهر عليها علامات تآكل مائي) ولا تقدم توقيتًا لحدث برج بابل.

## خلفية
يؤرخ الكتاب المقدس اليهودي (العهد القديم المسيحي) الأحداث إما من خلال الحساب البسيط الذي يأخذ الخلق نقطة بداية، أو، كما في الكتب الأخرى، بالربط بين عهود الملوك في إسرائيل ويهوذا. تقع المعلومات التي يقدمها في ثلاث فترات:
1. من الخلق إلى هجرة ابراهيم إلى كنعان، وفي خلالها تؤرخ الأحداث من خلال إضافة أعمال البطاركة؛
2. من هجرة ابراهيم إلى تأسيس معبد سليمان، وفيها يستمر التسلسل الزمني في سفر التكوين من خلال إضافة العصور، ومن سفر الخروج عادة ما يُعطى في تصريحات؛
3. من تأسيس المعبد فصاعدًا، حيث تُحدد فترات الحكم بالسنوات (وأحيانًا بفترات أقصر) للملوك في إسرائيل ويهوذا.

يعتقد البعض أنه في نظر مؤلفي الكتاب المقدس، كان التسلسل الزمني لاهوتيًا في النية، ويؤدي دور نبوءة لا تاريخًا. لكن حرفية الكتاب المقدس لا تعامله بهذه الطريقة، لأن الحرفيين يكنون احترامًا عميقًا للكتاب المقدس على أنه كلمة الله. ترجع أصول طريقة التفكير هذه إلى المسيحية الأصولية، وهي حركة نشأت في بداية القرن العشرين وعارضت التفسيرات غير الخارقة للطبيعة التي كانت رائجة آنذاك لحياة المسيح من خلال التأكيد، من بين أمور أخرى، على الإلهام اللفظي للكتاب المقدس. كان المفهوم، أو الخوف، الأساسي هو أنه إن كان في الكتاب المقدس شيء غير صحيح، فسينهار كل شيء.

## التسلسلات الزمنية الحرفية
يواجه إنشاء تسلسل زمني حرفي للكتاب المقدس عدة عقبات، والتالية هي الأهم بينها:
- ثمة نصوص مختلفة للكتاب المقدس اليهودي، وعائلة النصوص الأساسية هي: السبعينية، وهي ترجمة يونانية للنصوص المقدسة العبرية الأصلية التي كُتبت في القرون القليلة السابقة للمسيح، والنص الماسورتي، وهو نسخة من النص العبري رعاها الحاخامات اليهود لكن المخطوطات الأولى منها يرجع تاريخها إلى الألفية الثانية من الحقبة العامة، والنص السامري المقتصر على خمسة كتب من التوراة بالإضافة إلى سفر يشوع.[8]